# Bob Allen (Schauspieler)
Robert „Bob“ Allen (bürgerlich Irvine E. Theodore Baehr; * 28. März 1906 in Mount Vernon, New York; † 9. Oktober 1998 in Oyster Bay, New York) war ein US-amerikanischer Schauspieler, der insbesondere durch Western bekannt wurde.

## Leben und Karriere
Allen besuchte die New York Military Academy und das Dartmouth College. Anschließend ging ins Filmgeschäft und war in den 1930er Jahren unter Vertrag bei Columbia Pictures und 20th Century Fox. In vierzig Filmen spielte er meist den jugendlichen Helden – für seinen Auftritt in Love Me Forever erhielt er den Box Office Award. Allen hatte mit der Bob Allen Ranger-Serie eine eigene Western-Filmreihe, die sechs eher günstig produzierte Filme umfasste. Der Durchbruch zum größeren Filmstar gelang ihm allerdings nie.
Ab 1939 wandte er sich der Bühne zu und spielte in Los Angeles und San Francisco neben Claudia Morgan und Sylvia Sidney. Während des Zweiten Weltkrieges unterhielt er die Truppen in Nordafrika und Italien, um nach dessen Ende an den Broadway zurückzukehren. Zu Beginn der 1950er Jahre war er auch gelegentlich in Fernsehrollen zu sehen. Vereinzelt spielte er bis ins hohe Alter Gastrollen, baute sich aber neben der Schauspielerei eine zweite Laufbahn als Immobilienhändler auf.
Von 1934 bis zu ihrem Tod war Allen mit der Schauspielerin Evelyn Peirce (1907–1960) verheiratet, das Paar hat zwei Kinder. Sein Sohn Ted Baehr (* 1946) ist in den USA ein bekannter Pfarrer sowie Film- und Medienkritiker. Ab 1964 war Allen in zweiter Ehe verheiratet. Einen letzten Auftritt in der Öffentlichkeit hatte er im Juli 1998, als er Chuck Norris den Sir John Templeton Epiphany Prize überreichte.

## Filmografie (Auswahl)
- 1926: The Quarterback
- 1930: Animal Crackers
- 1931: Night Nurse
- 1934: The Captain Hates the Sea
- 1934: Broadway Bill
- 1935: Party Wire
- 1935: Love Me Forever
- 1935: Das schwarze Zimmer (The Black Room)
- 1935: Schuld und Sühne (Crime and Punishment)
- 1936: The Unknown Ranger
- 1936: Rio Grande Ranger
- 1936: Craig’s Wife
- 1937: Ranger Courage
- 1937: Law of the Ranger
- 1937: Reckless Ranger
- 1937: The Rangers Step in
- 1937: Die schreckliche Wahrheit (The Awful Truth)
- 1938: The Big Broadcast of 1938
- 1938: Die goldene Peitsche (Kentucky)
- 1940: City of Chance
- 1959–1961: Gnadenlose Stadt (Naked City, Fernsehserie, 4 Episoden)
- 1967: Die wilden Schläger von San Francisco (Hells Angels on Wheels)
- 1985: Raiders of the Living Dead